# Marian Vasile
Marian Vasile (n. 8 iunie 1980) este un politician român, ales în 2024 senator din partea partidului Alianța pentru Unirea Românilor (AUR).

## Educație și carieră profesională
Marian Vasile este licențiat în Informatică și inginer diplomat. În 2010, a obținut un master în Managementul Instituțiilor Publice.

## Carieră politică (2024–prezent)

#### Legislatura I (2024–prezent)

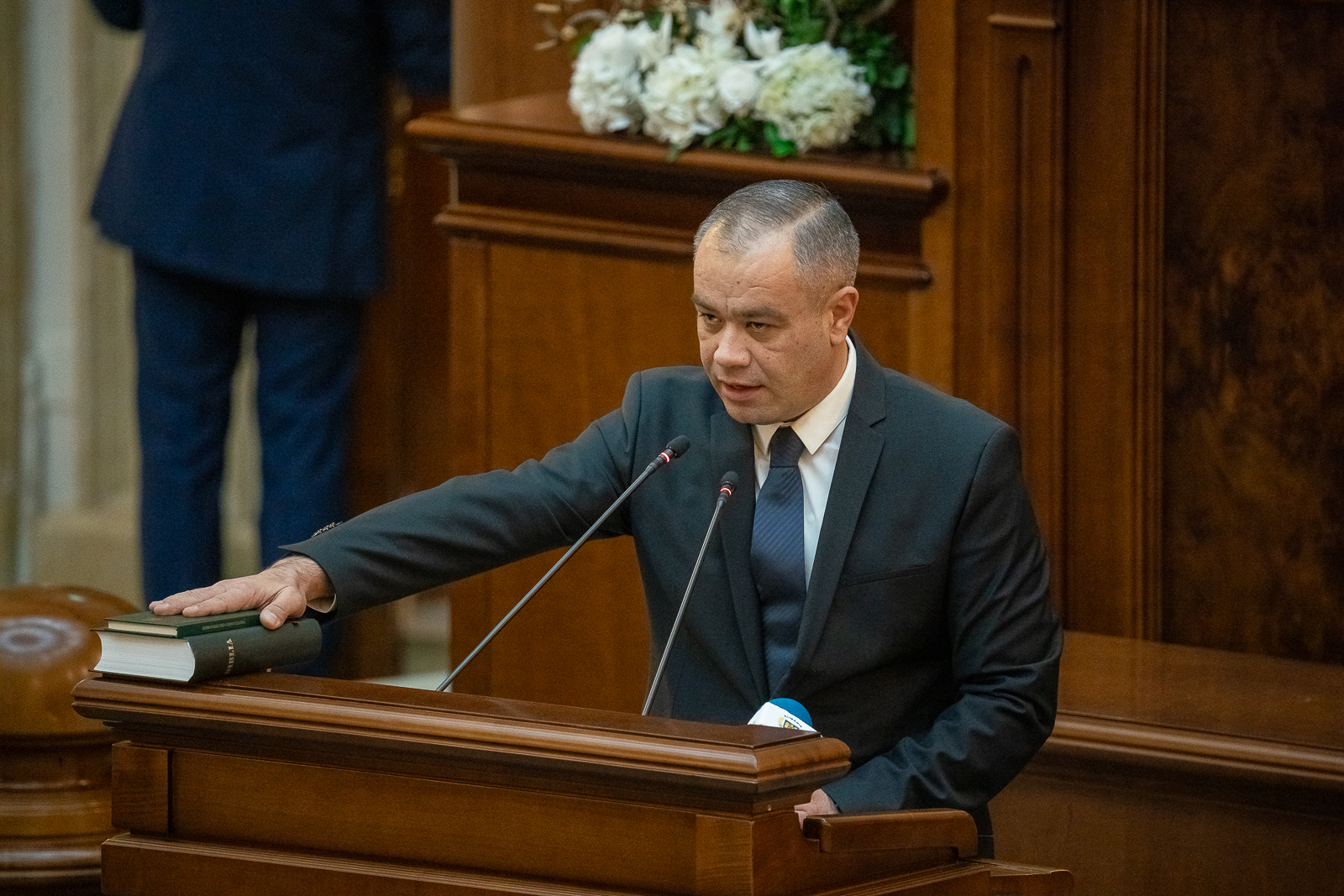
Vasile depunând jurământul în Senat, 21 decembrie 2024

La alegerile locale din România din 9 iunie 2024, Marian Vasile a candidat pentru primăria orașului Craiova, municipiu din județul Dolj.
În urma alegerilor parlamentare din 2024 pe 1 decembrie, domnul Vasile a fost ales membru al Senatului României, în circumscripția nr. 17 Dolj, preluând mandatul pe 21 decembrie. Ca senator este membru al Comisiei economică, industrii, servicii, turism și antreprenoriat, precum și vicepreședinte al Comisiei pentru comunicații, tehnologia informației și inteligență artificială. În plus, din 25 martie 2025, Vasile este membru al grupurilor parlamentare de prietenie pentru Bulgaria și Slovenia.